# Junghans
Pour les articles homonymes, voir Junghans (homonymie).
 (juillet 2011).
Si vous disposez d'ouvrages ou d'articles de référence ou si vous connaissez des sites web de qualité traitant du thème abordé ici, merci de compléter l'article en donnant les références utiles à sa vérifiabilité et en les liant à la section « Notes et références ».
Junghans est une marque horlogère haut de gamme allemande. L'entreprise est située à Schramberg dans le Land du Bade-Wurtemberg.
Actuellement, la dénomination « Junghans » est utilisée par deux sociétés distinctes et indépendantes : la Uhrenfabrik Junghans GmbH & Co. KG (horlogerie) et la Junghans Microtec GmbH (matériel militaire). Ces deux sociétés sont nées de la société d'origine Gebrüder Junghans AG.

## Historique
La société Junghans und Tobler est fondée le 15 avril 1861 par Erhard Junghans et son beau-frère Jakob Zeller-Tobler à Schramberg. Elle commence à produire des montres-bracelets en 1927. Au début du XXe siècle, la manufacture était une des plus productives du monde en comptant jusqu'à 3 000 employés.
Au début des années 1950, le designer Max Bill a collaboré avec Junghans à la création d'horloges et de montres. À la fin des années 1980, Junghans introduit la première horloge radio-pilotée sur le marché mondial et, en 1990, la première montre-bracelet radio-pilotée.
En 1995, Junghans présente une montre avec boîtier en céramique et technologie solaire. Dans les années 2000, l'entreprise développe avec le fabricant japonais Seiko une montre-bracelet-réveil qui règle automatiquement l'heure locale dans différents fuseaux horaires.
Junghans est une marque réputée en Europe et sa gamme actuelle est variée allant des montres électroniques aux montres mécaniques avec boitiers Swatch et Seiko.